# Heydar Aliyev
Heydar Alirza oglu Aliyev (em azeri: Heydər Əlirza oğlu Əliyev; 10 de maio de 1923 - 12 de dezembro de 2003), foi um político do Azerbaijão. Foi terceiro presidente de seu país após o colapso da União Soviética em 1991. Governou seu país, de 1993 a 2003. Após sua morte, seu filho Ilham Aliyev o sucedeu na presidência.
De 1969 a 1982, Aliyev foi também líder do Azerbaijão soviético, dominando a vida política no país por mais de 30 anos.